# Zmaja dah / Vadi zub
Zmaja dah / Vadi zub singl je hrvatskog skladatelja, tekstopisca i glazbenika Dina Dvornika, koji izlazi 1990. g.
Objavljuje ga diskografska kuća Jugoton, sadrži dvije skladbi, a njihov producent je Dino Dvornik.
Ovaj singl izdan je kao najava za nadolazeći album Kreativni nered, a sadrži skladbe koje su sve veliki hitovi, "Zmaja dah" i "Vadi zub". 

## Popis pjesama
1. "Zmaja dah" - 4:32
  - Dino Dvornik - Ozren Kanceljak - Dino Dvornik/Zoran Šabijan
2. "Vadi zub" - 3:57
  - Dino Dvornik - Zlatan Stipišić Gibonni - Dino Dvornik/Zoran Šabijan

## Vanjske poveznice
- discogs.com - Dino Dvornik - Zmaja dah / Vadi zub